# Арефа Кесарийский
Арефа (греч. Αρέθας; ок. 861, Патры — после 934) — византийский политический и церковный деятель, архиепископ Кесарии Каппадокийской с 902 года, автор комментария к Апокалипсису, многочисленных схолий и писем.

## Биография
О ранней жизни Арефы сохранилось мало сведений. На основании упоминания в одном из своих произведений, можно установить, что в 934 году ему было 73 года, то есть Арефа родился примерно в 861 году. Известно также, что он обучался в школе патриарха Фотия.
Расцвет деятельности Арефы пришёлся на период правления императора Льва VI, чья политика поставила под угрозу достижения, сделанные основателем Македонской династии. Никита Пафлагонский писал: «теперь нет острова, нет города, нет такой страны, где неприятели не производили бы опустошений». Следствием было печальное финансовое положение империи, разорение народа и усиление финансового гнёта. В этих условиях у императора появилось много противников, среди которых были и патриархи Евфимий и Николай Мистик. Для того, чтобы распоряжаться делами церкви по своему усмотрению, император поставил на высшие церковные посты людей светских, которые зачастую были его товарищами детства по школе Фотия. Одним из них стал архиепископ Кесарийский Арефа. В разгоревшемся конфликте относительно четвёртого брака Льва VI он принял самое деятельное участие, вначале на стороне патриарха Николая Мистика, однако затем поддержал императора.

## Труды
Арефа составил комментарии на греческом языке к Апокалипсису, существенно заимствуя из труда своего предшественника, Андрея Кесарийского. Эти схолии впервые были изданы в 1535 году в качестве приложения к трудам Икумения. Немецкий византинист А. Эрхард склоняется к мысли, что он был автором и других комментариев к Писанию.
Также известны комментарии Арефы к Платону и Лукиану; известный манускрипт Платона, вывезенный с Патмоса в Лондон (Codex Clarkianus), был скопирован по распоряжению Арефы. Ему принадлежали и другие важные рукописи — труды Евклида, ритора Аристида и, возможно, Диона Хрисостома. Большое количество его произведений, содержащихся в Московском манускрипте, до сих пор не изданы. Труды Арефы содержат самые ранние известные цитаты из «Размышлений» Марка Аврелия.
Перу Арефы принадлежат также гомилии и памфлеты, из которых один, обвиняющий Льва Хиросфакта в язычестве, переведён на русский язык.
Не сохранились анакреонтические стихи архиепископа Арефы, посвященные патриарху Фотию, празднику обновления Новой церкви в Константинополе и т. д.